# Dave Regis
Dave Regis (Paddington, 3 marzo 1965) è un ex calciatore inglese, di ruolo attaccante.

## Carriera
Inizia la carriera giocando in vari club inglesi in categorie Non-League, in cui trascorre la seconda metà degli anni '80. Nel 1990 viene ingaggiato dal Notts County, club di seconda divisione, con cui all'età di 25 anni esordisce tra i professionisti. Nella sua prima stagione contribuisce alla promozione in prima divisione del club realizzando 15 reti in 37 presenze, ma nella categoria superiore non riesce a ripetersi: nella First Division 1991-1992 gioca infatti 9 partite senza mai segnare, venendo poi ceduto a campionato iniziato al Plymouth, in seconda divisione, categoria in cui comunque non riesce a ritrovare la vena realizzativa dell'anno precedente: va infatti a segno solamente 2 volte in 24 presenze.
Nella stagione 1992-1993 gioca in 3 diversi club, tutti di terza divisione: dopo 2 reti in 7 presenze nel Plymouth (che l'anno precedente era retrocesso) viene per un breve periodo ceduto in prestito al Bournemouth (6 partite e 2 gol) per poi trasferirsi allo Stoke City, con cui conclude la stagione giocando da titolare (25 presenze) ma senza segnare con regolarità (va a segno solamente 2 volte). Grazie alla vittoria del campionato, prende parte al successivo campionato di seconda divisione, nel quale riesce a chiudere la stagione in doppia cifra di reti segnate (10 gol in 38 partite di campionato), 3 reti in 6 presenze fra FA Cup e Coppa di Lega ed un gol in 4 presenze nella Coppa Anglo-Italiana). A fine anno viene acquistato dal Birmingham City, club di terza divisione: dopo sole 6 partite (in cui segna 2 reti) viene nuovamente ceduto, al Southend Utd; qui, chiude la stagione giocando solamente 9 partite in seconda divisione, in cui segna un gol. Nella stagione 1995-1996 torna a giocare con maggiore regolarità: va infatti a segno per 8 volte in 29 incontri di campionato disputati per poi passare a stagione in corso al Barnsley, con cui realizza una rete in 12 presenze. L'anno seguente viene ceduto per 2 volte in prestito a club di terza divisione (Peterborough Utd e Notts County), con in mezzo anche un periodo di permanenza al Barnsley, con cui gioca le sue ultime partite (4) in seconda divisione, categoria nella quale ha un bilancio totale in carriera di 129 presenze e 35 reti (a cui aggiunge 9 presenze in prima divisione).
La sua ultima stagione da professionista è la 1997-1998: la trascorre per intero in quarta divisione, segnando 2 reti in 14 incontri in campionato, spalmati su 3 diverse squadre: passa infatti prima in prestito allo Scunthorpe Utd, poi a titolo definitivo al Leyton Orient, al Lincoln City ed infine nuovamente allo Scunthorpe. A fine anno a causa di ricorrenti problemi alle ginocchia lascia il calcio professionistico, continuando però a giocare a livello dilettantistico fino al 2001, prima con il Wivenhoe Town e poi con l'Hucknall Town.

## Palmarès

### Club

#### Competizioni nazionali
- Campionato inglese di terza divisione: 1

Stoke City: 1993-1994